# 1904-es német labdarúgó-bajnokság (első osztály)
Az 1904-es Deutsche Fußballmeisterschaft volt a 2. alkalommal megrendezett, legmagasabb szintű labdarúgó-bajnokság Németországban. A szezonban 8 klubcsapat vett részt.
A címvédő a VfB Leipzig csapata volt.

## Csapatok
Kvalifikált csapatok
- Britannia Berlin, brandenburgi labdarúgó-bajnokság győztese
- VfB Leipzig, közép-németországi labdarúgó-bajnokság győztese, címvédő
- Viktoria 96 Magdeburg, magdeburgi labdarúgó-bajnokság győztese
- Germania Hamburg, hamburg-altonai labdarúgó-bajnokság győztese
- ARBV Hannover, hannoveri labdarúgó-bajnokság győztese
- Casseler FV, kasseli labdarúgó-bajnokság győztese
- Duisburger SpV, nyugat-németországi labdarúgó-bajnokság győztese
- Karlsruher FV, dél-németországi labdarúgó-bajnokság győztese

## A szezon

### Negyeddöntő
| 1904. április 24. |

| Britannia Berlin                                                                   | 6–1 | Karlsruher FV |
| ---------------------------------------------------------------------------------- | --- | ------------- |
| R. Müller 6' (11-esből) Jakob 39' Häfner 49' E. Müller 57' Perry 60' Damaschke 68' |     | Faber 30'     |

| Berlin Játékvezető: Behr |

| 1904. április 24. |

| Germania Hamburg | 11–0 | ARBV Hannover |
| ---------------- | ---- | ------------- |
|                  |      |               |

| Hamburg Játékvezető: Hiller |

| 1904. április 24. |

| VfB Leipzig   | 1–0 | Viktoria 96 Magdeburg |
| ------------- | --- | --------------------- |
| Stollberg 65' |     |                       |

| Lipcse Játékvezető: Neumann |

| 1904. május 8. |

| Duisburger SpV | 5–3 | Casseler FV |
| -------------- | --- | ----------- |
|                |     |             |

| Duisburg Játékvezető: Roth |

### Elődöntő
| 1904. május 8. |

| Germania Hamburg | 1–3 | Britannia Berlin                |
| ---------------- | --- | ------------------------------- |
| Willis 65'       |     | Schmidt 9' Müller 13' Perry 40' |

| Hamburg Játékvezető: Matthes |

| 1904. május 12. |

| VfB Leipzig                                    | 3–2 (h. u.) | Duisburger SpV                 |
| ---------------------------------------------- | ----------- | ------------------------------ |
| Oppermann 52' Stanischewski 85' Schneider 132' |             | Fischer 25' Van der Weppen 78' |

| Lipcse Játékvezető: Neumann |

### Döntő
| 1904. május 29. |

| VfB Leipzig | Törölték | Britannia Berlin |
| ----------- | -------- | ---------------- |
|             |          |                  |

| Kassel |